# Паплавскис, Ингмар Кристер
Ингмар Кристер Паплавскис (эст. Ingmar Krister Paplavskis; 17 мая 1999, Таллин) — эстонский футболист, вратарь.

## Биография
Воспитанник клуба «Академия Мартина Рейма», позже называвшегося «Флора» (Виймси) и «Виймси МРЯК». В юношеские годы также выступал за младшие команды таллинской «Флоры» и за «Нымме Юнайтед». Воспитанник ряда тренеров, в том числе Иво Лехметса и Мартина Каалма. На взрослом уровне сыграл первые матчи весной 2015 года в четвёртом дивизионе Эстонии за «Виймси».
Летом 2015 года перешёл в систему таллинской «Флоры», где в первое время играл за третью и вторую команду клуба в низших лигах. В основной команде «Флоры» дебютировал 17 июля 2017 года в матче Кубка Эстонии против «Гелиоса» (Тарту). В 2018 году был отдан в аренду в «Курессааре», в его составе сыграл первый матч в высшем дивизионе 11 марта 2018 года против «Левадии». Всего за сезон провёл 32 матча в высшей лиге, а также принял участие в двух переходных матчах против «Элвы», в которых его клуб смог отстоять место в элите. Весной 2019 года вернулся в «Флору» и сыграл первые матчи за этот клуб в высшей лиге, а в осенней части сезона играл на правах аренды за «Тулевик» (Вильянди). В 2020 году провёл 13 матчей за «Флору» и стал вместе с клубом чемпионом Эстонии, а также обладателем Кубка и Суперкубка страны. Летом 2021 года был отдан в аренду в «Тулевик», но ещё до конца сезона вернулся в «Флору». В июле 2022 года отдан в аренду в «Курессааре».
Выступал за сборные Эстонии младших возрастов, сыграл не менее 20 матчей.
Помимо выступлений в футболе, входит в руководство семейной фирмы, производящей стройматериалы.

## Достижения
- Чемпион Эстонии: 2020
- Обладатель Кубка Эстонии: 2019/20
- Обладатель Суперкубка Эстонии: 2020